# Yahya Jammeh
Yahya Abdul-Aziz Jemus Junkung Jammeh (født 25. maj 1965) er en gambiansk politiker og tidligere militærofficer. Han var den anden præsident i Gambia. Som en ung militærofficer tog Jammah magten i Gambia i et militærkup i 1994.
Han blev valgt som præsident i 1996 og blev genvalgt i 2001, 2006 og 2011. Han tabte mod Adama Barrow i valget i 2016. Selv om han oprindeligt erkendte nederlaget den 9. december 2016, nægtede han dog senere at anerkende resultatet. Jammehs krav om præsidentposten blev omstridt efter den 19. januar 2017, da Adama Barrow blev taget i ed som præsident for Gambia ved en ceremoni afholdt på den gambianske ambassade i Dakar. Den 21. januar forlod Jammeh Gambia og drog i eksil efter en aftale med ECOWAS, hvilket betød at magtskiftet kunne forsætte og Barrow blev endegyldigt præsident.

## Syn på homoseksuelle
Den 15. maj 2008 meddelte Jammeh at hans regering vil indføre love imod homoseksualitet, der vil være mere omfattende end dem i Iran og at han vil halshugge alle bøsser og lesbiske i landet. Det var angiveligt hans regerings hensigt at alle homoseksuelle i landet skulle myrdes. I en tale i Tallinding, gav Jammeh sit "endelige ultimatum" hvor alle bøsser og lesbiske blev opfordret til at forlade landet.